# Шуаиб-Капу
Укрепление Шуаиб-Капу (чечен. ШоӀайпан гӀап)— военное укрепление Северо-Кавказский имамата, имело важное стратегическое значение в период Кавказской войны. Оно располагалось в Мичикской волости (исторический округ Большой Чечни). Было основано Шуаибом-муллой Цонтороевским.

## История
Укрепление было возведено после строительства столицы Кавказского-Имамата Дарго (Юго-Восточная часть Чечни) в начале 1840-х годов. Строительством цитадели руководил военный инженер Юсуф-хаджи Сафаров из Новых Алдов. В крепости наибом Шуаибом был поставлен гарнизон — караул во главе с мазуном для наблюдения за Большой Чечнёй. Многие российские генералы стремились «захватить неприятельское укрепление Шуаиб-капу, которое чеченцы считали неприступным и которое в течение многих лет, невзирая на близость многих сильных отрядов, осталось нетронутым».
Согласно А. Зиссерману, горцы считали «Капу твердыней, прикрывавшею с этой стороны, то есть от реки Мичика, всю Чечню; собственно для Шамиля она, быть может, была важнее еще в том смысле, что постоянный караул этого укрепления со своим начальником мазуном (из преданных мюридов), надзирал за мирным населением Мичика и мог воспрепятствовать одиночным переходам жителей к нам».

## Описание

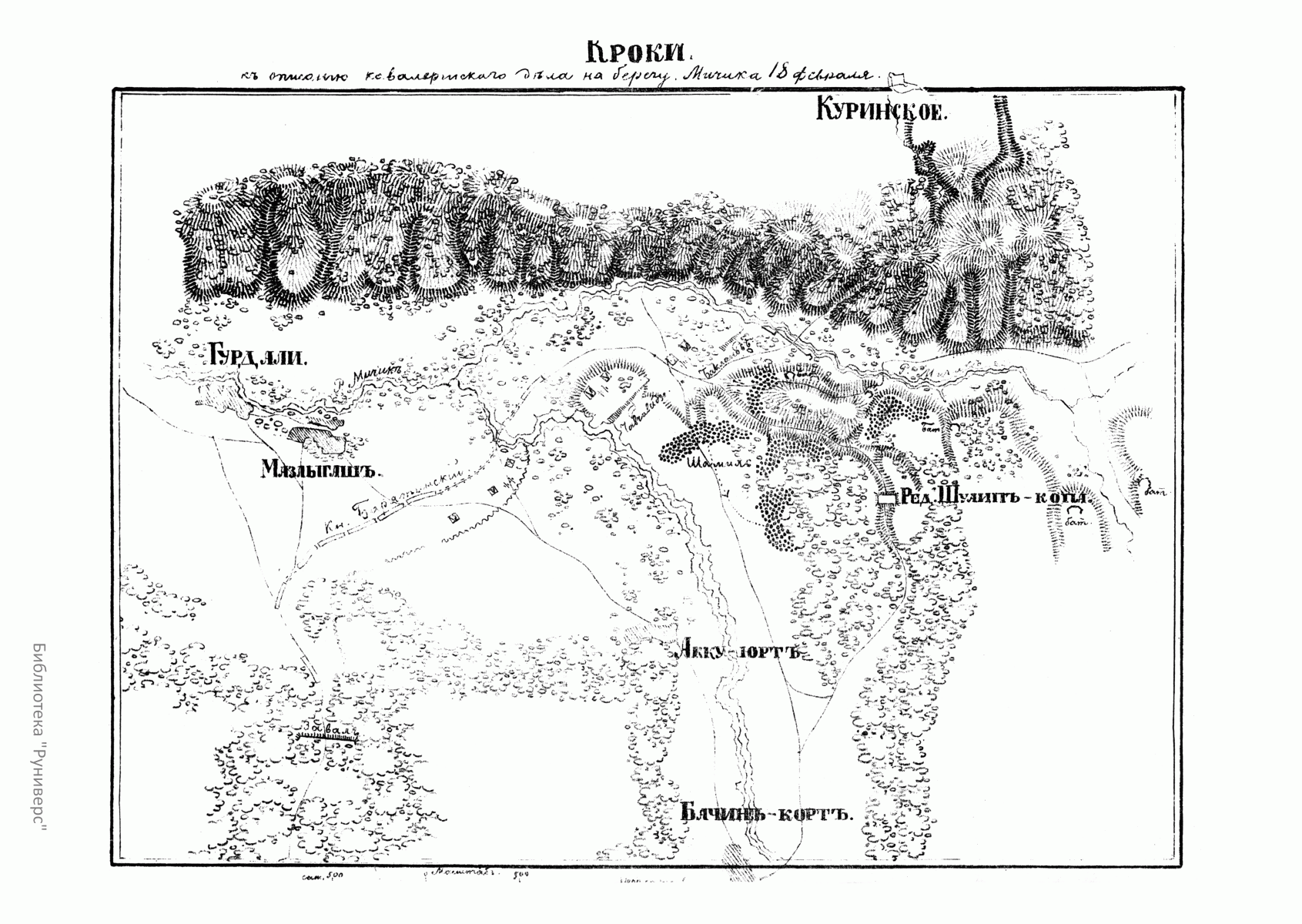
Редут Шуаиб-Капу на берегу Мичика, 1852 год

А. Зиссерман писал в «Истории 80-го пехотного Кабардинского генерал-фельдмаршала князя Барятинского полка» (с. 209):
"Укрепление действительно было устроено так, что даже человек сто могли упорно защищаться и штурм, при глубине широкого рва, при увенчанном турами с бойницами бруствере, при внутренней постройке из толстых бревен, служившей вроде цитадели второю обороной, стоил бы, без сомнения, немало людей. Кроме того были боковые завалы и засеки вне укрепления, рассчитанные на сопротивление большой партии, и в тылу еще разные искусственные сооружения для прикрытия отступающих людей.
Барон Николаи подробно описал укрепление в своем походном дневнике: сам редут состоял из довольно просторного четырехугольника, обнесенного глубоким рвом, на бруствере была линия туров, между которыми проделаны бойницы, внутри большого четырехугольника — другой меньший, составленный из продолговатой сакли, на середине которой утроена вышка вроде башни (тут было помещение Мазума) три стороны этого внутреннего четырехугольника составляли конюшни. Все эти постройки возведены из толстых бревен и служили как-бы цитаделью или второй обороной. В редуте были только одни ворота, достаточные для прохода одной арбы, но низкие, с мостом, перекинутым через ров, они были стой стороны, с которой мы подошли. На противоположной стороне была малая калитка, с доской переброшенною через ров, она служила сообщением с просекой, или широкой аллеей, которая была проделана по направлению к Мичику. С этой стороны, очевидно, только и ждали возможность нападения. Просека эта в двух местах, на расстоянии полуружейнаго выстрела, прорезана неглубокими завалами, причем из предосторожности, в завалах были оставлены малые отверстия для прохода одной лошади, а дорога велась зигзагами. С обеих сторон просеки, к выходу ее на Мичик, были устроены боковые завалы, представляющие весьма сильную оборону против неприятеля, который вздумал бы атаковать с фронта. Затем в лесу, за редутом, в разных местах были устроены еще отдельные завалы, вероятно, приготовленные для прикрытия отступления. Уступ над Мичиком защищен длинным завалом, а около самой переправы по течению реки проделан ров. Из всего этого видно, что позиция эта была очень крепка и хорошо избрана, и что если бы вздумали ее атаковать с фронта, и неприятель был бы предупреждён и успел бы подготовится к отпору, то взятие редута обошлось бы очень дорого.
Н. А. Волконский также оставил описание крепости. Это укрепление находилось за Мичиком, в лесу. Оно хотя было небольшое, но имело хорошую оборону. Шамиль считал его оплотом большой Чечни. Войска много раз ходили возле и вокруг него, но не решались штурмовать, опасаясь больших потерь. Им начальствовал в это время мазун Юнус комендант укрепления, (гарнизон укрепления на тот момент состоял из 60 человек). В начале январе 1855 года по приказу генерала А. Е. Врангеля укрепление Шуаиб-Капа было взято отрядом Бароном Николаи.
Сохранился четырехугольный глубокий ров между населёнными пунктами Бачи-Юрт и Ахмат-Юрт Курчалоевского района возле реки Мичик.